# The Battle Cats
The Battle Cats è un videogioco di strategia free-to-play, sviluppato dalla PONOS per i dispositivi mobile iOS e Android. Una prima versione del gioco era già emersa in Giappone sotto il nome di Nyanko Daisensou (lett. "La grande guerra dei gatti"). The Battle Cats è stato pubblicato inizialmente su iOS, in Giappone, nel novembre 2011 e su Android nel dicembre dello stesso anno. Il gioco ha ottenuto un'immensa popolarità in Giappone e in Corea, portando alla pubblicazione di una versione in Inglese nota come "Battle Nekos" che inizialmente apparve su iTunes e Google Play nel 2012, per poi essere rimossa subito dopo. La versione migliorata (e attuale) uscì il 17 Settembre del 2014. Era disponibile anche una versione PC in soft-launch, giocabile solo in Giappone su browser tramite Yahoo! network, ma fu chiusa nel 2019.

## Modalità di gioco
The Battle Cats è un gioco di strategia che vede protagonisti dei gatti che si fanno strada attraverso la Terra, il cosmo e altre località. L'obiettivo del gioco consiste di spiegare un'immensa varietà di gatti in un campo di battaglia in 2D per distruggere la base avversaria, facendosi strada attraverso schiere di nemici.
I gatti (di cui alcuni dall'aspetto decisamente poco felino) sono i protagonisti e costituiscono le truppe principali (con l'eccezione di Gamatoto e suoi apprendisti, esploratori che forniscono al giocatore oggetti vari), e possono essere potenziati con punti esperienza guadagnati dopo ogni livello superato (chiamata XP all'interno del gioco) inizialmente fino al livello 10, limite che verrà mano a mano aumentato col progredire del livello del giocatore (o User Rank), che consiste in un punteggio determinato dalla somma complessiva dei livelli di tutti i gatti e della propria base posseduti.
Nonostante siano più di 300 tipi diversi, ogni gatto condivide delle caratteristiche comuni con gli altri: livello, potenza, punti vita, e abilità, i cui valori e tipologie variano a seconda del singolo gatto. Quando un gatto raggiunge il livello 10, si evolve e cambia forma, caratteristiche e qualche voltà acquisisce delle abilità nuove. Quasi ogni gatto che raggiunge il livello 30 (generalmente con 20 livelli base e 10 extra, ottenibili dai speciali biglietti che contengono gatti, anche doppioni che servono appunto per potenziare l'esemplare già posseduto) sblocca la sua forma finale, detta Forma Reale all'interno del gioco, che generalmente dona loro ulteriori caratteristiche e abilità rispetto alla forma base, anche se esistono gatti che sono utilizzabili in più forme per via di caratteristiche che cambiano completamente e adatte a scopi diversi.
All'interno del gioco, i gatti sono suddivisi in diverse sezioni, a seconda della loro rarità:
- Normali: Sono dieci gatti (uno molto complicato da ottenere) che vengono sbloccati durante il primo capitolo di gioco, uno alla volta, per permettere al giocatore di prendere familiarità con diverse tipologie di gatto: il secondo gatto che si sblocca, ad esempio, rientra nella tipologia dei "meatshield" in gergo, gatti che si usano in grandi quantità da mandare come carne da macello che assorbono grandi quantità di colpi mentre le unità più lente e potenti attaccano protette. Un altro tipo è rappresentato dal Cow Cat, un gatto veloce, dal danno elevato ma con poca vita e quindi fragile. Dispongono tutti di una Forma Reale
- Speciali : Come lascia intuire il nome, sono una tipologia speciale di gatti, in quanto ottenibili solo tramite FrisKat, una valuta di gioco oppure sbloccabili in determinati eventi (come ad esempio alla fine del secondo capitolo di gioco). Hanno caratteristiche che li possono accomunare a tutte le altre rarità, in quanto sono presenti gatti che sono quasi del tutto simili alla Normale rarità, ma anche gatti estremamente forti, al pari dei più potenti del gioco. Condividono quasi tutti la caratteristica che per sbloccare la loro Forma Reale va completato un livello a loro dedicato, che solitamente è in determinati giorni del mese, in cui va sconfitta la relativa forma da sbloccare. I rimanenti hanno la loro Forma Reale sbloccabile completando livelli avanzati. Tra questi gatti è presente anche il dio dei gatti, Cat God: non conta a livello di User Rank, non è possibile aumentarlo di livello e non occupa alcuno slot disponibile in battaglia, ma sarà presente in ogni livello dei capitoli principali sotto forma di "sole", nello scenario di ogni livello. Una volta attivato, offre dei potenziamenti considerevoli, al costo di FrisKat. Questo prezzo verrà ridotto dell'80% una volta finito l'ultimo capitolo di Cats of the Cosmos.
- Rari: Gatti ottenibili in parte tramite Miaobiglietti Rari, a loro volta acquistabili tramite valuta di gioco o ottenibili come ricompensa di determinati eventi, e in parte tramite livelli evento. Anche qui troviamo diversi livelli di potenza, ma in percentuale sono gatti più utili rispetto a quelli normali o speciali, anche se non mancano le eccezioni (l'Archer Cat è famoso per la sua pessima utilità, per via di una combinazione di statistiche per niente eccellenti, nonostante una buona abilità). Presentano quasi tutte le abilità presenti nel gioco, mai estremizzate come negli Ultra Rari.
- Super Rari: Controparti più potenti dei Rari, con i quali condividono la varietà di caratteristiche, ma con aspetti più estremizzati rispetto a loro, come HP o potenza più alte, e abilità più ricercate. Sono poco più della metà dei Rari, e come suggerisce il nome, sensibilmente più rari rispetto ai Rari.
- Ultra Rari: Gatti che estremizzano abilità o caratteristiche, caratterizzati da costi elevati che compensano per la loro estrema utilità nelle varie battaglie. Sono trovabili con una bassissima percentuale all'interno dei Miaobiglietti Rari, circa 5%, e sono anche i più dettagliati a livello grafico. Sono raggruppati a loro volta per tematiche, difatti questi gatti sono ottenibili a rotazione, in base a eventi a loro dedicati: durante un particolare evento, che solitamente dura qualche giorno, non sarà possibile ottenere degli Uber che non fanno parte di quel gruppo.
- Leggendari: Gatti estremamente rari, ancora più potenti degli Ultra Rari. La percentuale in ogni evento, sempre ammesso che l'evento in questione contenga un Legend, è fissa pari allo 0.3%.

Il gioco è diviso in cinque diverse modalità, tre delle quali (Empire of Cats, Into the Future e Cats of the Cosmos) rappresentano una sorta di modalità storia, in quanto all'inizio e alla fine dei vari capitoli viene data una breve e ironica spiegazione del perché ci si trova a giocare, una modalità di allenamento che saltuariamente costituisce un evento a punti con classifica globale (Catclaw Dojo) e l'ultima, nella quale sono presenti tutti i livelli evento e un'ulteriore modalità a livelli consecutivi, chiamata Legend Stages.
Ogni modalità ha al suo interno dei livelli, che per essere affrontati richiedono una determinata quantità di energia (inizialmente molto limitata, ma che aumenta progredendo nel gioco), che quando viene consumata viene recuperata al ritmo di 1 punto al minuto, anche se sbloccando determinati obiettivi questo tempo viene ridotto. Prima di affrontare un livello si può scegliere se utilizzare uno tra i diversi potenziamenti, per avere un vantaggio durante il suo svolgimento: ci sono potenziamenti che aumentano del 150% l'XP ricevuta al termine del livello, o potenziamenti che forniscono un aiuto dalla CPU, e via dicendo. Ogni potenziamento usato è consumato all'inizio del gioco, e non viene restituito in caso venga perso il livello, o in caso non si abbandoni lo stesso entro i primi 10 secondi.
Nelle tre modalità storia sono presenti i Tesori all'interno di ogni singolo livello, che se accumulati a gruppi forniscono dei bonus permanenti all'interno di tutte le modalità del gioco: è molto importante quindi perdere del tempo nelle fasi iniziali del gioco per accumularli il prima possibile, in quanto i bonus che danno non sono trascurabili (come l'aumento del danno contro una particolare tipologia di nemici, o della vita dei propri gatti, della loro potenza, etc.).

### Impero dei Gatti(Capitoli 1-3)
Mentre crisi finanziarie, terrorismo e altri problemi affliggono la Terra, i gatti iniziano la loro crociata per rovesciare i governi mondiali, e crearne uno con loro come governatori incontrastati. Dopo aver invaso e conquistato le maggiori città mondiali senza pietà, riescono a conquistare anche la Luna e affermano il loro predominio sugli umani. Tuttavia, alla fine i gatti rimangono come sono sempre stati, e il mondo non subisce niente più che un aumento dell'avvistamento dei gatti in ogni luogo.
Completando un Capitolo, compariranno casualmente gli "Zombie", o epidemie Zombie, in ogni livello: esse contengono una nuova tipologia di nemici, gli Zombie, con statistiche più alte, capaci di scavare sottoterra e di resuscitare. Completando tutti gli Zombi di diverse zone adiacenti, la possibilità di trovare i tesori nei livelli delle relative zone aumenterà. Completando tutti i livelli di un capitolo, aumenterà l'energia massima di 50 punti.

### Verso il futuro(Capitoli 4-6)
900 anni nel futuro, nel 1° di Aprile del 29XX, gli alieni visitano la terra, ma vengono cacciati in modo maleducato dalla popolazione, portandoli ad affondare per ripicca il Giappone, creare impianti di controllo mentale, e costruire un proprio Continente Volante. Di conseguenza, i gatti si ritrovano a dover riconquistare quel che gli alieni si sono presi, vincendo ancora una volta. Ma, ancora una volta, non accade nulla di particolare. Anzi, nella conclusione del capitolo viene rivelato che gli alieni sono diventati amici dei gatti, e si lasciano sfuggire che nel cosmo è presente FrisKat, anticipando il nuovo blocco di capitoli, Cats of the Cosmos.
Questi tre capitoli (dove il primo si sblocca  dopo aver finito il primo capitolo di empire of cats) introducono una nuova tipologia nemica, gli Alieni, varianti più forti e che danno meno soldi una volta sconfitti. Alcuni nuovi nemici introdotti non sono una variazione di un vecchio nemico, ma sono vere e proprie novità. Anche qui sono presenti i vari Zombie una volta terminato un capitolo, così come i tesori, che si sommeranno a quelli ottenuti precedentemente. La differenza tra i tesori di Empire of Cats e questi, è che non verranno ottenuti linearmente, ma ogni livello sarà sconnesso dagli altri. Questo non vale per l'ultimo tesoro, che viene conquistato negli ultimi due livelli.

### Cats of the Cosmos(Capitoli 7-9)
Dopo aver conquistato la terra, in presente ed in futuro, i gatti dovranno prepararsi per conquistare l'intero universo (si sblocca il primo capitolo dopo aver finito il primo capitolo di into the future). Affronteranno un nuovo tipo di alieni: gli Starred Alien. Come in Into the Future, dovrai ottenere i treasures sparsi nei 49 livelli del capitolo. Il boss finale di questi capitoli sarà Cat God, con un treasure speciale che lo rendera più debole (infatti, se non prendi nessun treasure, Cat God avrà 16.000.000 di vita e 600.000 di attacco).
Cats of the cosmos è diviso in 3 capitoli:
1. Beyond the Exosphere: dà come ricompensa al finirlo un 70% di sconto nelle abilità di Cat God.
2. The Passion of Cat God: dà in regalo un'unità chiamata Cat God the Awesome al finirlo.
3. Even Stars Burn Out: dà come ricompensa il Platinum ticket, cioè un rare ticket ma con il 100% di probabilità di ottenere un Ultra Raro (in inglese: uber rare)

### Livelli leggendari
In questa modalità speciale troviamo due distinte serie di livelli: una modalità storica, ambientata però nel passato (che giustifica quindi l'assenza del dio dei gatti, in quanto solo ventiseienne durante i primi tre capitoli della saga) dove i gatti andranno per liberare delle figure leggendarie, ovviamente sempre gatti. Questa modalità è divisa in due macrocapitoli: Stories of Legends, la prima parte, divisa in 49 capitoli, a loro volta contenente un numero variabile di livelli, e Uncanny Legends, sbloccabile una volta terminata la prima sezione di storia, dove viene introdotta una nuova, potente tipologia di nemici: i Relic, che tra i vari potenziamenti in termini di statistiche, introducono il concetto di maledizione, un malus applicabile ai propri gatti.
La seconda modalità consiste in una serie di livelli scollegati tra loro: livelli diversi per ogni giorno della settimana, che si ripetono ciclicamente, dove la ricompensa sono un potenziamento diverso; livelli per accumulare i CatFruit, elementi necessari per sbloccare le varie Forme Reali di ogni gatto, ed anche questi sono a rotazione ogni giorno della settimana; livelli disponibili solo durante eventi in collaborazioni con altri brand (ad esempio, durante la collaborazione con Evangelion); livelli dove è possibile sbloccare nuovi gatti Rari e livelli dove si possono sbloccare le loro Forme Reali, e così via. In poche parole, raggruppano ogni livello non parte della storia. È presente anche una modalità allenamento, che non costa energia e permette di allenarsi per verificare il proprio livello di potenza con i gatti.

### Dojo miciodiale
Altra modalità dove solitamente è presente un solo livello, appunto il Catclaw Dojo: un livello in cui è presente un timer, e durante il quale si deve cercare di sopravvivere a un'ondata di nemici. Saltuariamente è presente anche una modalità sfida, dove il timer è più breve, e dove in base al proprio punteggio di eliminazione nemici viene attribuita una posizione nella classifica mondiale: una volta terminato il relativo evento di sfida, vengono consegnati dei premi in base alla propria posizione.

### Aku Realms (Capitoli 10-13)
Un Altra Modalità ancora che si sblocca dopo aver completato i livelli dell'Aku Cat, Aku Panzer Cat e Aku Axe Cat, prima però bisogna completare il livello Unleashing the Cats, dopo di che puoi accedere ai livelli Aku Realms, nella modalità ci sono dei nemici di tipo Aku, e i livelli sono molto più complicati, con nemici armati di scudo e con una potenza incredibile, dopo averlo sbloccato puoi entrarci dal bottone accanto all'impero dei gatti, l'unico livello aggiunto, è il monte aku, con un boss personalizzato, gli altri livelli sono gli stessi di EoC (Empire of Cats)

### Gamatoto ed Ototo
in più ci sta anche Gamatoto che ti regala delle ricompense se gli fai fare 3 tipi di viaggi:
1. Brief reconnaissance, che ti dà meno ricompense ma dura solo 1 ora
2. Normal search, che ti dà un po' di ricompense e dura 3 ore
3. Complete shipment che ti dà tante ricompense ma dura 6 ore

Poi ci sta anche Ototo che se gli dai degli oggetti (ottenibili dalle saghe leggendarie) ti migliora la base felina (aumentandole la vita) e il raggio felino.
ad Ototo e Gamatoto lo aiutano degli ingegneri che servono per la costruzione degli Upgrade.

### Missioni
inoltre puoi completare delle missioni che ti danno come ricompense FrisKat, XP od altre cose...